# Roger Pratt

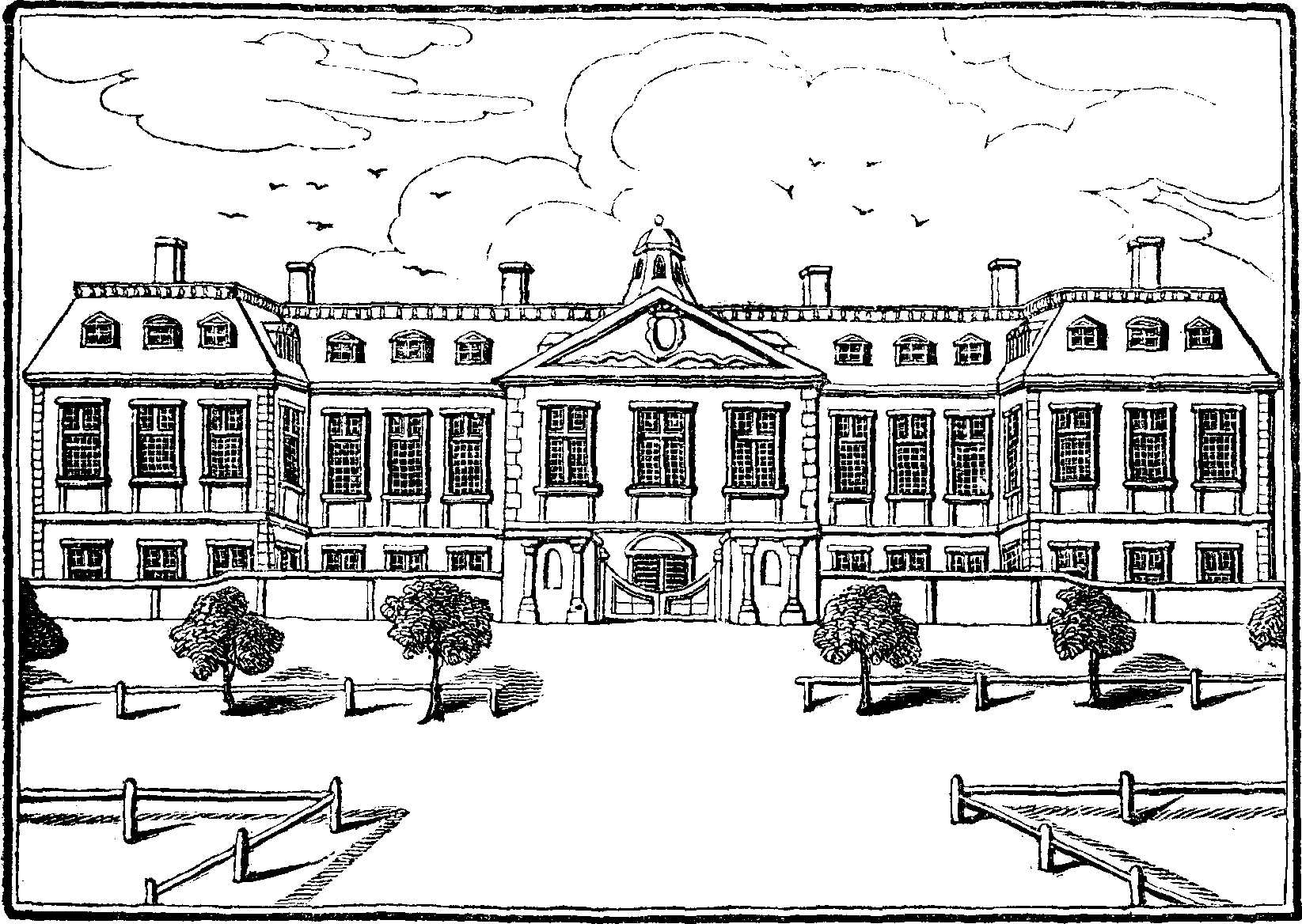
Casa Clarendon en Londres.

Roger Pratt (1620–1684) fue un caballero arquitecto inglés del siglo XVII. Después del Gran Incendio de Londres, Pratt fue uno de los tres arquitectos designados por el Rey Carlos II para supervisar la reconstrucción de la ciudad. Los otros fueron Hugh May y Christopher Wren.
Son pocas las obras de Pratt que permanecen intactas. La Casa Horseheath, Cambridgeshire, fue reconstruida en 1663–65 por Sir Roger Pratt para William Alington, Barón Alington de Wymondley. 
Nikolaus Pevsner afirma que la publicación Vitruvius Britannicus se equivoca al asignar la casa a John Webb. Se trataba de una casa clásica de once intercolumnios con un frontón de tres intercolumnios, sillares de esquina, techo a cuatro aguas, balaustrada y belvedere en el techo. Kingston Lacy, en Dorset, fue modificada ampliamente por Sir Charles Barry, y Casa Ryston, cerca de Downham Market en Norfolk, fue remodelada por Sir John Soane. Casa Coleshill en Oxfordshire fue destruida por un incendio en 1952.
Se conservan escasos registros sobre Casa Clarendon en la ciudad de Westminster, que fuera demolida en 1683, sólo 19 años después de su construcción en 1664 para Edward Hyde, primer conde de Clarendon.